# Guibaré (departamento)
Guibaré é um departamento ou comuna da província de Bam no Burkina Faso. A sua capital é a cidade de Guibaré.
Em 1 de julho de 2018 tinha uma população estimada em 32609 habitantes.